# Anno della fede

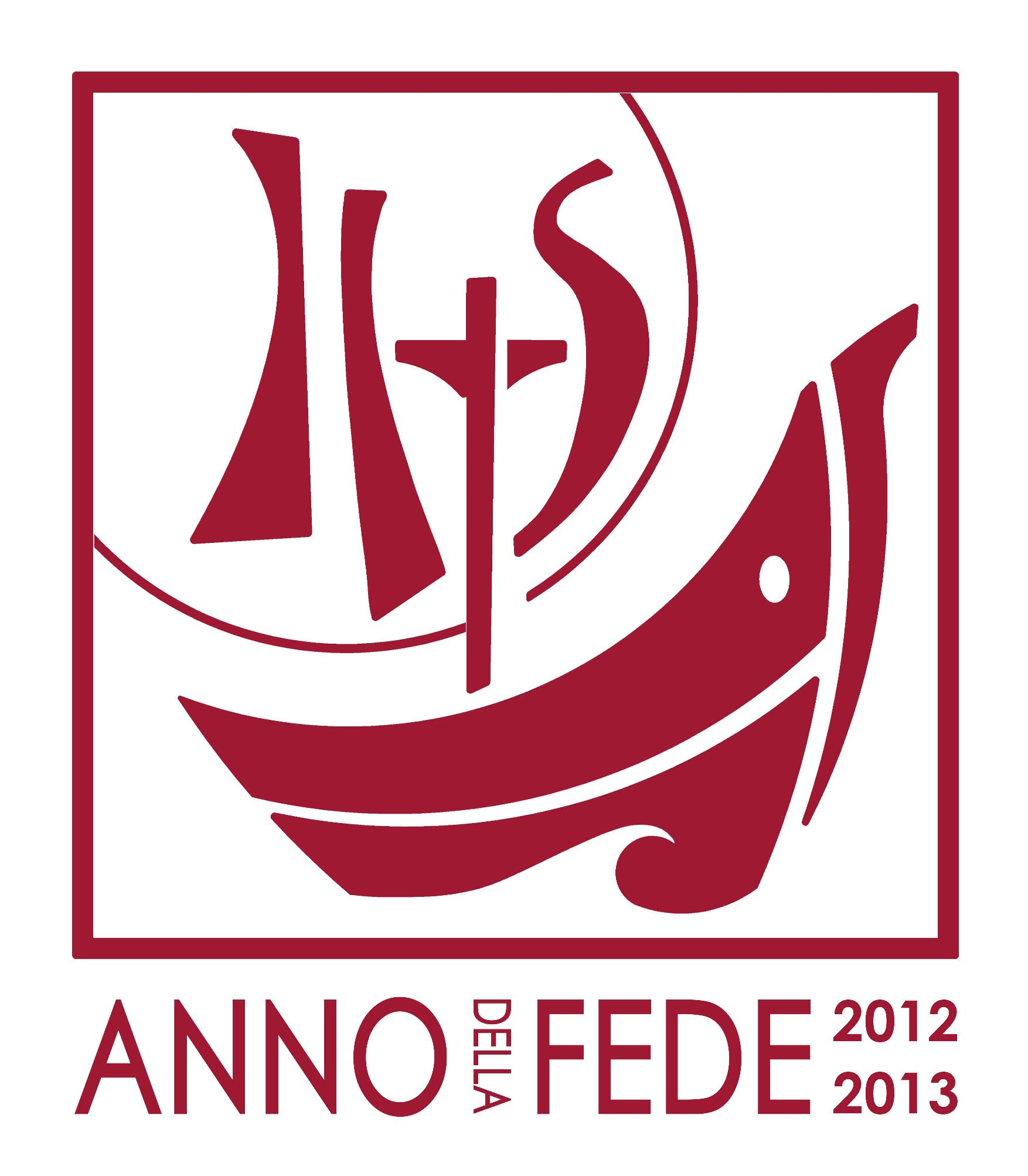
Logo dell'Anno della Fede

L'Anno della fede è stato un anno di meditazione indetto dalla Chiesa cattolica dall'11 ottobre 2012 al 24 novembre 2013, dedicato ad intensificare «la riflessione sulla fede per aiutare tutti i credenti in Cristo a rendere più consapevole ed a rinvigorire la loro adesione al Vangelo, soprattutto in un momento di profondo cambiamento come quello che l'umanità sta vivendo».
Un altro Anno della fede era già stato indetto in precedenza all'inizio del 1967 da papa Paolo VI, nel XIX centenario del martirio dei santi Pietro e Paolo.
Fu introdotto dal 22 febbraio 1967 al 30 giugno 1968.

## L'indizione
Papa Benedetto XVI ha indetto l'Anno della fede con la lettera apostolica  motu proprio data  Porta fidei che reca la data dell'11 ottobre 2011. L'iniziativa è stata resa nota dal Santo Padre nell'omelia del 16 ottobre e la lettera apostolica di indizione è stata resa pubblica il 17 ottobre.

## Gli scopi dell'Anno della fede
(Papa Benedetto XVI, Porta fidei, 9)
In questo anno verrà dato risalto all'importanza della catechesi, per «riscoprire i contenuti della fede professata, celebrata, vissuta e pregata».
Un altro tema importante dell'Anno della fede è la "nuova evangelizzazione", cioè l'annuncio del Vangelo ai popoli di antica cristianità, che hanno smarrito la fede o che vivono in una società secolarizzata, in cui è difficile testimoniare i valori cristiani.

## L'apertura
L'Anno della fede ha avuto inizio l'11 ottobre 2012, cinquantesimo anniversario dell'apertura del Concilio Vaticano II e ventesimo anniversario della pubblicazione del Catechismo della Chiesa Cattolica. Entrambe le ricorrenze sono significative: il Concilio Vaticano II, nella sua corretta ermeneutica, è «una grande forza per il sempre necessario rinnovamento della Chiesa.» Il Catechismo della Chiesa Cattolica, «uno dei frutti più importanti del Concilio Vaticano II» è uno strumento prezioso per approfondire la conoscenza sistematica dei contenuti della fede cattolica.
L'apertura dell'Anno della fede è stato accompagnato dall'Assemblea Generale del Sinodo dei Vescovi che si è svolta nello stesso mese di ottobre e che aveva come tema "La nuova evangelizzazione per la trasmissione della fede cristiana".

## I diversi eventi
Accanto al Sinodo dei Vescovi, papa Benedetto XVI diede inizio, come mezzo di accompagnamento per l'Anno della fede, a una serie di catechesi durante le Udienze generali del mercoledì, dedicate al tema della fede.

## La chiusura
L'anno della fede si è concluso nella solennità di Cristo Re il 24 novembre 2013, con una celebrazione eucaristica presieduta da papa Francesco. In essa furono presentate in Piazza San Pietro le reliquie dell'apostolo san Pietro.

## L'indulgenza plenaria
Il 14 settembre 2012 con il decreto Die quinquagesimo della Penitenzieria Apostolica, papa Benedetto XVI concede l'indulgenza plenaria ai fedeli che durante l'anno della fede:
- partecipino ad almeno tre prediche durante le Missioni oppure assistano ad almeno tre lezioni sui documenti del Concilio Vaticano II o sul Catechismo della Chiesa Cattolica;
- visitino una basilica papale, una catacomba cristiana, una cattedrale o un altro luogo di culto stabilito dall'Ordinario diocesano per l'Anno della fede e ivi assistano ad una sacra funzione o almeno vi sostino in meditazione, concludendo le loro preghiere con la recita del Padre nostro, della professione di fede, le invocazioni alla Vergine Maria o ai santi patroni;
- partecipino in certi giorni stabiliti dall'Ordinario diocesano alla celebrazione eucaristica o alla recita della liturgia delle ore, aggiungendovi la professione di fede;
- in un giorno qualsiasi dell'Anno della fede visitino il luogo del proprio battesimo, rinnovandovi le promesse battesimali.

Per lucrare l'indulgenza occorre inoltre che i fedeli siano veramente pentiti, abbiano confessato sacramentalmente i propri peccati, si siano comunicati e preghino secondo le intenzioni del Sommo Pontefice.